# Єфросиніна Марія Олександрівна
Марія Олександрівна Єфросиніна, відома як Маша Єфросиніна (нар. 25 травня 1979, Керч) — українська телеведуча, журналістка, продюсерка, громадська діячка, меценатка, акторка, перекладачка. Авторка і ведуча проєктів на YouTube. Почесна амбасадорка Фонду ООН у галузі народонаселення в Україні, співзасновниця громадської організації «Фонд Маша» з протидії домашньому насильству та реабілітацію жінок і дітей, постраждалих від війни.

## Біографія
Закінчила школу із золотою медаллю, вищу освіту здобула у Київському національному університеті ім. Тараса Шевченка, Інститут філології за спеціальністю «перекладачка з англійської та іспанської мов».

## Кар'єра
У 19 років дебютувала на Першому національному (УТ-1) в програмі «Щасливий дзвінок». Незабаром отримала запрошення від «Нового каналу», на якому запускали нову ранкову програму «Підйом». У 2002 році програма отримала премію «Телетріумф» у номінації «Найкраще телевізійне шоу». У 2005 році була ведучою на конкурсі «Євробачення», що проводився у Києві. У жовтні 2005 року перейшла на телеканал ICTV у програму «Лінія конфлікту». З вересня 2006 року — ведуча телешоу «Один у полі» на телеканалі «Інтер».
У 2006 році з'явилася на обкладинці журналу ELLE.
В 2007 році грала в комедійному спектаклі-антрепризі головного режисера «Театру на Подолі» Віталія Малахова «Допомогти так легко, або Звідки беруться діти».
Співпрацювала з російськими телеканалами «Муз-ТВ», НТВ («Фактор страху»), ДТВ («Мій товстий бридкий наречений»).
2 березня 2008 року на телеканалі «Інтер» почалися зйомки ток-шоу «Модний вирок», в якому Марія Єфросиніна виступала в ролі адвокатки.
2009 року стала ведучою українського проєкту «Фабрика зірок-3» і «Фабрика зірок. Суперфінал (2010)». Марія Єфросиніна була названа «Телеведучою року» за версією журналу EGO.
У 2010 році разом з Сергієм Притулою та Олександром Педаном стала однією з ведучих проєкту «Нового каналу» «Україна сльозам не вірить». Того ж року отримала Народну премію «Телезірка» у номінації «Улюблена ведуча розважальної програми».
3 березня 2011 року на «Новому каналі» Єфросиніна веде передачу «Мрії здійснюються», метою якої є здійснення бажань пересічних людей. З 2012 р. ведуча шоу на Новому каналі «Шоума$тгоуон».
У 2012 — керівниця та ведуча шоу на Новому каналі «Шоума$тгоуон». Того ж року стала авторкою та керівницею серії документальних фільмів про українських зірок (герої — Святослав Вакарчук, Андрій Шевченко, Руслана та інші) «Прокинутися знаменитим».
1 квітня 2014 року на «Новому каналі» веде передачу «Серця трьох». На початку червня 2014 року пішла з «Нового Каналу» в зв'язку з вагітністю та тим, що не бачила перспектив на «Новому Каналі».
У 2015 році стала авторкою та ведучою ток-шоу «Відверто з Машею Єфросиніною» для телеканалу «Україна».
З 2016 по 2021 роки Марія Єфросиніна була обличчям Активія від Danone.
17 липня 2016 року на Одеському міжнародному кінофестивалі український кінорежисер Анатолій Матешко представив свій новий серіал «Потрійний захист» з Машею Єфросиніною в головній ролі.
З вересня 2016 зробила тур всіма регіонами України (крім окупованих територій) з майстер-класом «Ти у себе одна» та іншими.
У 2017 році Єфросиніна стала ведучою нового соціально-розважального проєкту «Сюрприз, сюрприз!» на телеканалі «СТБ», який виконував заповітні бажання українців.
У 2018 році активно розвивала власний YouTube-канал. Уже в грудні 2018 отримала «Срібну кнопку».
У серпні 2018 року взяла участь у шоу «Танці з зірками» на телеканалі 1+1.
У 2018 році знялась в головній ролі в сімейній комедії «Пригоди S Миколая».
У 2019 Марія Єфросиніна взяла участь у проєкті «Дивовижні люди» на ТРК Україна, як членкиня журі.
Від 2021 до 2023 — одна з членів журі та тренерка гумористичного фестивалю «Ліга сміху».
В 2021 році Єфросиніна разом зі співачкою Олею Поляковою запустили YouTube-шоу «Дорослі дівчатка».

## Громадська і благодійна діяльність
В липні 2014 року почала співпрацю з благодійним фондом «Твоя опора». У 2015 стала головою опікунської ради цього фонду.
В листопаді 2014 року започаткувала благодійний проєкт Charity Weekend — цикл зустрічей, тематичних заходів і майстер-класів з відомими людьми. Ціль проєкту — збір коштів для допомоги хворим дітям. Серед гостей заходів були: Надя Дорофєєва, MONATIK, Оля Полякова, Настя Каменських та інші. Наймасштабніший «Charity Weekend» зібрав понад 4 000 000 грн. Його відвідали 10 000 гостей. Зібрані кошти передавалися на закупівлю обладнання для дитячої реанімації.
У 2014, 2016 та 2018 роках брала участь у зйомках для благодійного фотопроєкту «Щирі», присвяченого українському національному костюму та його популяризації. Проєкт було реалізовано зусиллями ТЦ «Домосфера» та комунікаційної агенції Gres Todorchuk. Усі кошти від продажу календарів з моделями у традиційних костюмах (близько 610 тисяч гривень) було передано Київському військовому шпиталю для лікування поранених на фронті бійців, «Волонтерській сотні» Українського католицького університету, а також на культурні проєкти, зокрема Музею народної творчості Михайла Струтинського, Новоайдарському краєзнавчому музею та Національному центру народної культури «Музей Івана Гончара».
У травні 2017 Марія Єфросиніна та дизайнерка прикрас Валерія Гузема і її бренд Guzema Fine Jewelry започаткували проєкт «Charity Chain» — для збору коштів у фонд «Твоя опора» для лікування дітей в Національному інституті серцево-судинної хірургії імені Миколи Амосова. Коштом фонду станом на листопад 2021 вже зроблено операції 140 дітям.
У травні 2018 року Марія Єфросиніна стала першою в Україні Почесною амбасадоркою Фонду ООН в області народонаселення.
2020 року разом з Оксаною Нечипоренко заснувала ГО «Фонд Маша», який займається протидією домашньому насильству та психологічною реабілітацією жінок та їхніх дітей, що постраждали від війни.
З початком повномасштабної війни стала ведучою низки масштабних благодійних концертів «Доброго вечора, ми з України», спрямованих на збір коштів для допомоги українським дітям та жінкам, що постраждали від війни.
Стала головною інтерв'юеркою студії YouTube на Мюнхенській конференції з безпеки у лютому 2023 року та самміті НАТО в червні 2023.
Особисто допомагає українським військовичкам. В грудні 2023 року зібрала понад 1,5 млн грн на зимову військову уніформу для захисниць. В березні 2024 оголосила збір на 4 млн грн на анатомічні бронежилети жінкам, що воюють.
В березні 2024 року стала запрошеною спікеркою від України на найбільшому щорічному зібранні з питань гендерної рівності та розширення прав і можливостей жінок штаб-квартири ООН.

## Родина
Батько, Олександр Борисович Єфросинін — помер у 2000 році, мати, Людмила Павлівна Єфросиніна (до шлюбу Козлова) — економістка.
Одружена з Тимуром Хромаєвим — бізнесменом, військовослужбовцем, партнером інвестиційної компанії «Арта». З 30 січня 2015 по 23 лютого 2021 року був Головою Національної комісії з цінних паперів та фондового ринку. Тимур — син Заурбека Хромаєва, Заслуженого тренера України, першого віцепрезидента Федерації баскетболу України.
Подружжя виховує дочку Нану (2004) та сина Олександра (2014).
Молодша сестра, Єлизавета Ющенко (Єфросиніна), 30 липня 2009 року одружилася з Андрієм Ющенком, у 2012 році пара розлучилася. Відповідно до зливів баз даних, у 2019 році Єлизавета Ющенко отримала паспорт громадянки Росії. Живе цивільним шлюбом із російським бізнесменом Сергієм Єфімцевим, що приховує. Пара виховує двох дітей — Вероніку та Сергія.

## Телебачення
УТ-1
- «Щасливий дзвоник»
- «Євробачення»

ICTV
- «Лінія конфлікту»

Інтер
- «Один у полі»
- «Модний вирок»

Новий канал
- «Підйом» з Юрієм Горбуновим
- «Фабрика зірок» з Андрієм Доманським
- «Фабрика зірок. Суперфінал»
- «Україна сльозам не вірить» з Сергієм Притулою і Олександром Педаном
- «Зроби мені смішно» з Сергієм Кузіним, Сергієм Притулою, Олександром Педаном та Дмитром Коляденко
- «Співай, якщо можеш!» (з Сергієм Притулою)
- «Мрії здійснюються»
- «Прокинутися знаменитим»
- «ШоумаSтгоуон»
- «Знайти крайнього»
- «Серця трьох»

Україна
- Відверто з Машею Єфросиніною

З лютого 2019 року суддя у телевізійному шоу «Дивовижні люди» на телеканалі «Україна».
СТБ
- «Сюрприз, сюрприз!»"
- «Україна має талант» (сезон 10, 2021 рік)
- «Мій секрет»

1+1
- «Танці з зірками» (сезон 2018)
- «Ліга Сміху» (восьмий сезон)

## Фільмографія
| Рік  |    | Українська назва                     | Оригінальна назва   | Роль               |
| ---- | -- | ------------------------------------ | ------------------- | ------------------ |
| 2006 | с  | П'ять хвилин до метро                | Пять минут до метро | Віка               |
| 2009 | ф  | Як козаки…                           | —                   | Ведуча новин       |
| 2016 | с  | Потрійний захист                     | —                   | Тамара             |
| 2018 | мф | Викрадена принцеса: Руслан і Людмила | —                   | Наїна              |
| 2018 | ф  | Пригоди S Миколая                    | —                   | Мама Артема і Полі |

## Відзнаки
- Орден «За заслуги» III ступеня (2020)[1].
- Увійшла до рейтингу журналу Фокус Топ-100 «Найвпливовіші жінки України» 2006-го року.[59]
- Увійшла до списку Топ-100 найвпливовіших жінок України 2021 року за версією журналу «Новое время».[60]
- В березні 2024 увійшла до числа ста українських лідерок «УП100. Сила жінок» видання «Українська правда».[61]